# Hogna alexandria
Hogna alexandria är en spindelart som först beskrevs av Roewer 1960.  Hogna alexandria ingår i släktet Hogna och familjen vargspindlar.
Artens utbredningsområde är Egypten. Inga underarter finns listade i Catalogue of Life.